# Doreen Nabwire
Doreen Nabwire Omondi (Nairobi, 5 maart 1987) is een Keniaans voetballer die in seizoen 2010/11 uitkwam voor FC Zwolle in de Eredivisie Vrouwen.

## Carrière
Nabwire kwam in 2009 bij Werder Bremen terecht. Ze speelde één jaar bij de Duitsers, alwaar ze tweemaal scoorde in achttien duels. In de zomer van 2010 maakte ze de overstap naar FC Zwolle in Nederland, die dat jaar toetreden tot de Eredivisie Vrouwen. Ze bleef echter maar één seizoen en keerde weer terug naar haar geboorteland Kenia.

## Statistieken
| Seizoen | Club          | Land      | Competitie    | Wedstrijden | Doelpunten |
| ------- | ------------- | --------- | ------------- | ----------- | ---------- |
| 2009/10 | Werder Bremen | Duitsland | Bundesliga    | 18          | 7          |
| 2010/11 | FC Zwolle     | Nederland | Eredivisie    | 16          | 1          |
| 2013/14 | 1. FC Köln    | Duitsland | 2. Bundesliga | –           | –          |
| Totaal  | Totaal        | Totaal    | Totaal        | 34          | 8          |